# Orconectes
Orconectes är ett släkte av kräftdjur som beskrevs av Cope 1872. Orconectes ingår i familjen Cambaridae.

## Dottertaxa tillOrconectes, i alfabetisk ordning[1][2]
- Orconectes acares
- Orconectes alabamensis
- Orconectes australis
- Orconectes barrenensis
- Orconectes bisectus
- Orconectes blacki
- Orconectes burri
- Orconectes carolinensis
- Orconectes causeyi
- Orconectes chickasawae
- Orconectes compressus
- Orconectes cooperi
- Orconectes cristavarius
- Orconectes deanae
- Orconectes difficilis
- Orconectes durelli
- Orconectes erichsonianus
- Orconectes etnieri
- Orconectes eupunctus
- Orconectes forceps
- Orconectes harrisonii
- Orconectes hartfieldi
- Orconectes hathawayi
- Orconectes hobbsi
- Orconectes holti
- Orconectes hylas
- Orconectes illinoiensis
- Orconectes immunis
- Orconectes incomptus
- Orconectes indianensis
- Orconectes inermis
- Orconectes jeffersoni
- Orconectes jonesi
- Orconectes kentuckiensis
- Orconectes lancifer
- Orconectes leptogonopodus
- Orconectes limosus
- Orconectes longidigitus
- Orconectes luteus
- Orconectes macrus
- Orconectes maletae
- Orconectes marchandi
- Orconectes margorectus
- Orconectes medius
- Orconectes meeki
- Orconectes menae
- Orconectes mirus
- Orconectes mississippiensis
- Orconectes nais
- Orconectes nana
- Orconectes neglectus
- Orconectes obscurus
- Orconectes ozarkae
- Orconectes pagei
- Orconectes palmeri
- Orconectes pellucidus
- Orconectes perfectus
- Orconectes peruncus
- Orconectes placidus
- Orconectes propinquus
- Orconectes punctimanus
- Orconectes putnami
- Orconectes quadruncus
- Orconectes rafinesquei
- Orconectes rhoadesi
- Orconectes ronaldi
- Orconectes rusticus
- Orconectes sanbornii
- Orconectes saxatilis
- Orconectes sheltae
- Orconectes shoupi
- Orconectes sloanii
- Orconectes spinosus
- Orconectes stannardi
- Orconectes stygocaneyi
- Orconectes tricuspis
- Orconectes validus
- Orconectes williamsi
- Orconectes virginiensis
- Orconectes virilis
- Orconectes wrighti